# Cream soda
Le Cream soda (crème soda, ou soda mousse en français) est une boisson gazeuse sucrée. Son goût varie selon les pays, mais il est le plus souvent aromatisé à la vanille.

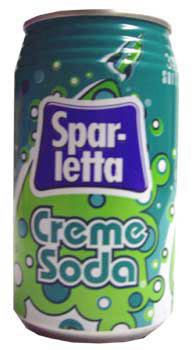
Sparletta Creme Soda

## Histoire
Une recette de Cream soda réalisée par E.M. Sheldon a été publiée dans le Michigan Farmer en 1852. Dans cette recette, on retrouve de l'eau, du bitartrate de potassium, du sulfate de magnésium, du sucre, de l'acide tartrique, de l’œuf et du lait. Tout cela doit être mélangé, chauffé et l'on rajoute enfin du bicarbonate de sodium afin que la boisson soit gazeuse. 

## Qualités nutritives
| Élément   | unité | Cream soda |
| --------- | ----- | ---------- |
| Protéines | g     | 0          |
| Lipides   | g     | 0          |
| Glucides  | g     | 10         |
| Énergie   | kJ    | 157        |
| Sodium    | mg    | 4,17       |